# Bob Wortman
Robert Vincent „Bob“ Wortman (* 3. Dezember 1927 in Findlay, Ohio; † 20. Oktober 2015 ebenda) war ein US-amerikanischer Schiedsrichter im American Football, der von der Saison 1965 bis zur Saison 1969 in der AFL und von der Saison 1970 bis zur Saison 1992 in der NFL tätig war. In der AFL und NFL trug er die Uniform mit der Nummer 54, außer in den Spielzeiten 1979 und 1981, in denen positionsbezogene Nummern vergeben wurden.

## Karriere
Wortman begann im Jahr 1965 seine AFL-Laufbahn als Field Judge. Nach der Fusion der AFL und NFL im Jahr 1970 bekleidete er ebenfalls die Position des Field Judge in der neuen NFL.
Er war als Field Judge in den Super Bowls VI und XII jeweils in der Crew unter der Leitung von Hauptschiedsrichter Jim Tunney. Zudem war er Ersatzschiedsrichter des Super Bowls XXIII. Zudem war er Field Judge im Pro Bowl 1991 in der Crew unter der Leitung von Hauptschiedsrichter Gordon McCarter.